# Polska na Letnich Igrzyskach Olimpijskich 2000
| Występy Polaków na Letnich Igrzyskach Olimpijskich 2000 |     |       |        |      |      |      |      |      |      |        |
| Sportowcy                                               | Lp. | złoto | srebro | brąz | 4 m. | 5 m. | 6 m. | 7 m. | 8 m. | Punkty |
| 191                                                     | 14. | 6     | 5      | 3    | 6    | 11   | 4    | 9    | 13   | 218    |

## Zdobyte medale
| Medale według dni | Medale według dni | Medale według dni | Medale według dni | Medale według dni | Medale według dni | Medale według dni |
| ----------------- | ----------------- | ----------------- | ----------------- | ----------------- | ----------------- | ----------------- |
| Dzień             | Data              |                   |                   |                   |                   |                   |
| Dzień 0           | 15.09             | –                 | –                 | –                 | –                 |                   |
| Dzień 1           | 16.09             | 0                 | 0                 | 0                 | 0                 |                   |
| Dzień 2           | 17.09             | 0                 | 0                 | 0                 | 0                 |                   |
| Dzień 3           | 18.09             | 0                 | 0                 | 0                 | 0                 |                   |
| Dzień 4           | 19.09             | 0                 | 0                 | 0                 | 0                 |                   |
| Dzień 5           | 20.09             | 1                 | 1                 | 0                 | 2                 |                   |
| Dzień 6           | 21.09             | 0                 | 0                 | 0                 | 0                 |                   |
| Dzień 7           | 22.09             | 1                 | 1                 | 0                 | 2                 |                   |
| Dzień 8           | 23.09             | 0                 | 1                 | 0                 | 1                 |                   |
| Dzień 9           | 24.09             | 2                 | 1                 | 0                 | 3                 |                   |
| Dzień 10          | 25.09             | 0                 | 0                 | 1                 | 1                 |                   |
| Dzień 11          | 26.09             | 0                 | 0                 | 0                 | 0                 |                   |
| Dzień 12          | 27.09             | 0                 | 0                 | 0                 | 0                 |                   |
| Dzień 13          | 28.09             | 0                 | 0                 | 0                 | 0                 |                   |
| Dzień 14          | 29.09             | 2                 | 0                 | 0                 | 2                 |                   |
| Dzień 15          | 30.09             | 0                 | 0                 | 1                 | 1                 |                   |
| Dzień 16          | 01.10             | 0                 | 1                 | 1                 | 2                 |                   |

| Medal  | Zawodnik                                                              | Dyscyplina           | Konkurencja                     | Rezultat | Data           |
| ------ | --------------------------------------------------------------------- | -------------------- | ------------------------------- | -------- | -------------- |
| Złoto  | Renata Mauer-Różańska                                                 | Strzelectwo          | karabin małokalibrowy 3 postawy | 684,6    | 20 września    |
| Złoto  | Robert Korzeniowski                                                   | Lekkoatletyka        | chód na 20 km                   | 1:18:59  | 22 września    |
| Złoto  | Tomasz Kucharski Robert Sycz                                          | Wioślarstwo          | dwójka podwójna wagi lekkiej    | 6:21,75  | 24 września    |
| Złoto  | Szymon Ziółkowski                                                     | Lekkoatletyka        | rzut młotem                     | 80,02    | 24 września    |
| Złoto  | Robert Korzeniowski                                                   | Lekkoatletyka        | chód na 50 km                   | 3:42:22  | 29 września    |
| Złoto  | Kamila Skolimowska                                                    | Lekkoatletyka        | rzut młotem                     | 71,16    | 29 września    |
| Srebro | Krzysztof Kołomański Michał Staniszewski                              | Kajakarstwo górskie  | kanadyjka dwójka                | 243,81   | 20 września    |
| Srebro | Agata Wróbel                                                          | Podnoszenie ciężarów | waga superciężka                | 295,0    | 22 września    |
| Srebro | Sylwia Gruchała Magdalena Mroczkiewicz Anna Rybicka Barbara Wolnicka  | Szermierka           | floret drużynowo                | 36:45    | 23 września    |
| Srebro | Szymon Kołecki                                                        | Podnoszenie ciężarów | waga lekkociężka                | 405,0    | 24 września    |
| Srebro | Paweł Baraszkiewicz Daniel Jędraszko                                  | Kajakarstwo          | kanadyjki dwójka 500 m          | 1:51,54  | 1 października |
| Brąz   | Leszek Blanik                                                         | Gimnastyka           | skok przez konia                | 9,475    | 25 września    |
| Brąz   | Dariusz Białkowski Grzegorz Kotowicz Adam Seroczyński Marek Witkowski | Kajakarstwo          | czwórka 1000 m                  | 2:57,19  | 30 września    |
| Brąz   | Aneta Pastuszka Beata Sokołowska-Kulesza                              | Kajakarstwo          | dwójka 500 m                    | 1:58,78  | 1 października |

### Indywidualna klasyfikacja medalowa
| Lp. | Zawodnik                               | złoto | srebro | brąz |   |
| --- | -------------------------------------- | ----- | ------ | ---- | - |
| 1   | Robert Korzeniowski (chód)             | 2     | 0      | 0    | 2 |
| 2   | Renata Mauer-Różańska (strzelectwo)    | 1     | 0      | 0    | 1 |
| 2   | Szymon Ziółkowski (rzut młotem)        | 1     | 0      | 0    | 1 |
| 2   | Kamila Skolimowska (rzut młotem)       | 1     | 0      | 0    | 1 |
| 2   | Tomasz Kucharski (wioślarstwo)         | 1     | 0      | 0    | 1 |
| 2   | Robert Sycz (wioślarstwo)              | 1     | 0      | 0    | 1 |
| 3   | Leszek Blanik (gimnastyka)             | 0     | 0      | 1    | 1 |
| 3   | Aneta Pastuszka (kajakarstwo)          | 0     | 0      | 1    | 1 |
| 3   | Beata Sokołowska-Kulesza (kajakarstwo) | 0     | 0      | 1    | 1 |
| 3   | Dariusz Białkowski (kajakarstwo)       | 0     | 0      | 1    | 1 |
| 3   | Grzegorz Kotowicz (kajakarstwo)        | 0     | 0      | 1    | 1 |
| 3   | Adam Seroczyński (kajakarstwo)         | 0     | 0      | 1    | 1 |
| 3   | Marek Witkowski (kajakarstwo)          | 0     | 0      | 1    | 1 |

## Występy Polaków

### Badminton
- Katarzyna Krasowska – odpadła w 1. rundzie
- Michał Łogosz, Robert Mateusiak – 9.-16. miejsce

### Boks
- Andrzej Rżany – waga musza, odpadł w ćwierćfinale (5/8. miejsce)
- Mariusz Cendrowski – waga lekkopółśrednia, przegrał 1. walkę (1. eliminacja)
- Paweł Kakietek – waga średnia, przegrał 2. walkę (2. eliminacja)
- Wojciech Bartnik – waga ciężka, przegrał 1. walkę (eliminacje)
- Grzegorz Kiełsa – waga superciężka, przegrał 1. walkę (eliminacje)

### Gimnastyka
- Agnieszka Brandebura – gimnastyka artystyczna, wielobój, 13. miejsce
- Joanna Skowrońska – gimnastyka sportowa, wielobój, 60. miejsce; ćwiczenia wolne, 79. miejsce; poręcze, 74. miejsce; skok, 76. miejsce; równoważnia, 78. miejsce
- Leszek Blanik – wielobój, 76. miejsce; koń z łękami, 73. miejsce; kółka, 57. miejsce; poręcze, 72. miejsce; skok, 3. miejsce (brązowy medal)

### Hokej na trawie
- Paweł Sobczak, Marcin Pobuta, Tomasz Szmidt, Paweł Jakubiak, Tomasz Cichy, Aleksander Korcz, Eugeniusz Gaczkowski, Rafał Grotowski, Robert Grzeszczak, Zbigniew Juszczak, Dariusz Marcinkowski, Dariusz Małecki, Krzysztof Wybieralski, Łukasz Wybieralski, Piotr Mikuła, Tomasz Choczaj – 12. miejsce

### Judo
- Beata Maksymow – waga ciężka, przegrała 1. walkę (2. eliminacja)
- Jarosław Lewak – waga lekka, przegrał 2. walkę (3. eliminacja)
- Robert Krawczyk – waga półśrednia, przegrał 1. walkę (1. eliminacja)
- Paweł Nastula – waga półciężka, przegrał 1. walkę (2. eliminacja)
- Rafał Kubacki – waga ciężka, przegrał 1. walkę (2. eliminacja)

### Kajakarstwo
- Elżbieta Urbańczyk – K-1 500 m, 5. miejsce
- Aneta Pastuszka, Beata Sokołowska-Kulesza – K-2 500 m, 3. miejsce (brązowy medal)
- Beata Sokołowska-Kulesza, Aneta Pastuszka, Aneta Michalak, Joanna Skowroń, – K-4 500 m, 4. miejsce
- Beata Grzesik – K-1 slalom górski, 19. miejsce
- Grzegorz Kotowicz – K-1 500 m, 9. miejsce
- Rafał Głażewski – K-1 1000 m, odpadł w półfinale
- Marek Twardowski, Adam Wysocki – K-2 500 m, 5. miejsce; K-2 1000 m, 8. miejsce
- Grzegorz Kotowicz, Adam Seroczyński, Dariusz Białkowski, Marek Witkowski – K-4 1000 m, 3. miejsce (brązowy medal)
- Michał Gajownik – C-1 500 m, odpadł w eliminacjach
- Daniel Jędraszko – C-1 1000 m, odpadł w eliminacjach
- Daniel Jędraszko, Paweł Baraszkiewicz – C-2 500 m, 2. miejsce (srebrny medal)
- Paweł Baraszkiewicz, Michał Gajownik, – C-2 1000 m, 8. miejsce
- Krzysztof Bieryt – C-1 slalom górski, 11. miejsce
- Krzysztof Kołomański, Michał Staniszewski – C-2 slalom górski, 2. miejsce (srebrny medal)
- Andrzej Wójs, Sławomir Mordarski – C-2 slalom górski, 6. miejsce

### Kolarstwo
- Bartłomiej Saczuk – tor, sprint, odpadł w eliminacjach (19. miejsce)
- Grzegorz Krejner – tor, 1000 m ze startu zatrzymanego, 7. miejsce; tor, keirin, odpadł w repasażach
- Grzegorz Krejner, Marcin Mientki, Konrad Czajkowski – tor, sprint olimpijski, odpadli w eliminacjach (10. czas)
- Piotr Wadecki – szosa start wspólny, 7. miejsce; szosa na czas, 31. miejsce
- Zbigniew Spruch – szosa start wspólny, 20. miejsce
- Zbigniew Piątek – szosa start wspólny, 48. miejsce
- Piotr Przydział – szosa start wspólny, 58. miejsce
- Piotr Chmielewski – szosa start wspólny, nie ukończył
- Marek Galiński – cross górski, 21. miejsce

### Koszykówka
- Krystyna Szymańska-Lara, Dorota Bukowska, Joanna Cupryś, Patrycja Czepiec, Katarzyna Dydek, Małgorzata Dydek, Edyta Koryzna, Ilona Mądra, Beata Predehl, Elżbieta Trześniewska, Anna Wielebnowska, Sylwia Wlaźlak – 8. miejsce

### Lekkoatletyka
- Zuzanna Radecka – 200 m, odpadła w eliminacjach
- Lidia Chojecka – 1500 m, 5. miejsce
- Anna Jakubczak – 1500 m, 6. miejsce
- Anna Olichwierczuk – 400 m przez płotki, odpadła w eliminacjach
- Marzena Pawlak, Joanna Niełacna, Agnieszka Rysiukiewicz, Zuzanna Radecka – sztafeta 4 × 100 m, odpadły w półfinale
- Monika Pyrek – skok o tyczce, 7. miejsce
- Krystyna Zabawska – pchnięcie kulą, 5. miejsce
- Katarzyna Żakowicz – pchnięcie kulą, odpadła w eliminacjach
- Kamila Skolimowska – rzut młotem, 1. miejsce (złoty medal)
- Katarzyna Radtke – chód na 20 km, nie ukończyła
- Urszula Włodarczyk – siedmiobój, 4. miejsce
- Marcin Nowak – 100 m, odpadł w ćwierćfinale
- Piotr Balcerzak – 100 m, odpadł w ćwierćfinale
- Marcin Urbaś – 200 m, odpadł w ćwierćfinale
- Robert Maćkowiak – 400 m, 5. miejsce
- Piotr Haczek – 400 m, odpadł w półfinale
- Piotr Rysiukiewicz – 400 m, odpadł w eliminacjach
- Piotr Gładki – maraton, nie ukończył
- Tomasz Ścigaczewski – 110 m przez płotki, odpadł w półfinale
- Marcin Kuszewski – 110 m przez płotki, odpadł w eliminacjach
- Paweł Januszewski – 400 m przez płotki, 6. miejsce
- Rafał Wójcik – 3000 m z przeszkodami, odpadł w eliminacjach
- Marcin Nowak, Marcin Urbaś, Piotr Balcerzak, Ryszard Pilarczyk – sztafeta 4 × 100 m, 8. miejsce
- Piotr Rysiukiewicz, Robert Maćkowiak, Piotr Długosielski, Piotr Haczek, Filip Walotka (eliminacje), Jacek Bocian (eliminacje) – sztafeta 4 × 400 m, 7. miejsce
- Olgierd Stański – rzut dyskiem, odpadł w eliminacjach
- Szymon Ziółkowski – rzut młotem, 1. miejsce (złoty medal)
- Maciej Pałyszko – rzut młotem, odpadł w eliminacjach
- Dariusz Trafas – rzut oszczepem, 10. miejsce
- Robert Korzeniowski – chód na 20 km, 1. miejsce (złoty medal) ; chód na 50 km, 1. miejsce (złoty medal)
- Roman Magdziarczyk – chód na 50 km, 8. miejsce
- Tomasz Lipiec – chód na 50 km, nie ukończył

### Łucznictwo
- Joanna Nowicka – 8. miejsce
- Anna Łęcka – 13. miejsce
- Agata Bulwa – 37. miejsce
- Drużyna (Nowicka, Łęcka, Bulwa) – 11. miejsce
- Grzegorz Targoński – 22. miejsce
- Bartosz Mikos – 23. miejsce

### Pięciobój nowoczesny
- Paulina Boenisz – 5. miejsce
- Dorota Idzi – 16. miejsce
- Igor Warabida – 15. miejsce

### Pływanie
- Aleksandra Miciul – 100 m stylem grzbietowym, odpadła w eliminacjach (25. czas); 200 m stylem grzbietowym, odpadła w eliminacjach (23. czas)
- Alicja Pęczak – 100 m stylem klasycznym, odpadła w eliminacjach (21. czas); 200 m stylem klasycznym, odpadła w półfinale
- Otylia Jędrzejczak – 100 m stylem motylkowym, odpadła w półfinale; 200 m stylem motylkowym, 5. miejsce
- Anna Uryniuk – 200 m stylem motylkowym, odpadła w eliminacjach (26. czas)
- Aleksandra Miciul, Alicja Pęczak, Anna Uryniuk, Otylia Jędrzejczak – sztafeta 4 × 100 m stylem zmiennym, odpadła w eliminacjach (12. czas)
- Bartosz Kizierowski – 50 m stylem dowolnym, 5. miejsce; 100 m stylem dowolnym, odpadł w eliminacjach (17. czas); 100 m stylem grzbietowym, 5. miejsce
- Mariusz Siembida – 100 m stylem grzbietowym, odpadł w eliminacjach (20. czas)
- Marek Krawczyk – 100 m stylem klasycznym, odpadł w eliminacjach (24. czas); 200 m stylem klasycznym, odpadł w eliminacjach (18. czas)
- Marcin Kaczmarek – 100 m stylem motylkowym, odpadł w eliminacjach (26. czas)

### Podnoszenie ciężarów
- Aleksandra Klejnowska – waga lekka, 5. miejsce
- Beata Prei – waga półciężka, 8. miejsce
- Agata Wróbel – waga ciężka, 2. miejsce (srebrny medal)
- Krzysztof Siemion – waga półciężka, 4. miejsce
- Mariusz Rytkowski – waga półciężka, 9. miejsce
- Szymon Kołecki – waga lekkociężka, 2. miejsce (srebrny medal)
- Grzegorz Kleszcz – waga ciężka, 8. miejsce
- Mariusz Jędra – waga ciężka, 9. miejsce
- Paweł Najdek – waga superciężka, 7. miejsce

### Strzelectwo
- Mirosława Sagun – pistolet pneumatyczny 10 m. 16.-20. miejsce
- Renata Mauer-Różańska – karabinek sportowy 3 postawy 50 m, 1. miejsce (złoty medal) ; karabinek pneumatyczny 10 m, 15.-19. miejsce
- Jerzy Pietrzak – pistolet dowolny 50 m, 9.-11. miejsce; pistolet pneumatyczny 10 m, 11.-14. miejsce
- Krzysztof Kucharczyk – pistolet szybkostrzelny 25 m, 7. miejsce
- Andrzej Głyda – rzutki skeet, 14.-18. miejsce

### Szermierka
- Sylwia Gruchała – floret, odpadła w 1/8 finału (13. miejsce)
- Magdalena Mroczkiewicz – floret, odpadła w 1/8 finału (14. miejsce)
- Anna Rybicka – floret, odpadła w 1/16 finału (24. miejsce)
- Sylwia Gruchała, Magdalena Mroczkiewicz, Anna Rybicka, Barbara Wolnicka – floret, 2. miejsce (srebrny medal)
- Sławomir Mocek – floret, odpadł w 1/8 finału (16. miejsce)
- Ryszard Sobczak – floret, odpadł w 1/16 finału (24. miejsce)
- Adam Krzesiński – floret, odpadł w 1/16 finału (26. miejsce)
- Adam Krzesiński, Sławomir Mocek, Ryszard Sobczak – floret, 4. miejsce
- Rafał Sznajder – szabla, odpadł w 1/16 finału (22. miejsce)
- Norbert Jaskot – szabla, odpadł w 1/16 finału (24. miejsce)
- Marcin Sobala – szabla, odpadł w 1/16 finału (26. miejsce)
- Norbert Jaskot, Marcin Sobala, Rafał Sznajder – szabla, 7. miejsce

### Tenis stołowy
- Lucjan Błaszczyk – odpadł w 1/8 finału
- Tomasz Krzeszewski – odpadł w eliminacjach grupowych
- Lucjan Błaszczyk, Tomasz Krzeszewski – odpadli w 1/8 finału

### Wioślarstwo
- Agnieszka Tomczak – jedynki, 8. miejsce
- Elżbieta Kuncewicz, Ilona Mokronowska – dwójki podwójne wagi lekkiej, 8. miejsce
- Piotr Basta, Piotr Bochenek – dwójki bez sternika, 10. miejsce
- Adam Korol, Marek Kolbowicz – dwójki podwójne, 6. miejsce
- Tomasz Kucharski, Robert Sycz – dwójki podwójne wagi lekkiej, 1. miejsce (złoty medal)
- Karol Łazar, Sławomir Kruszkowski, Adam Bronikowski, Michał Wojciechowski – czwórki podwójne, 8. miejsce
- Paweł Jarosiński, Rafał Smoliński, Artur Rozalski, Arkadiusz Sobkowiak – czwórki bez sternika, odpadli w repesażach

### Zapasy
- Dariusz Jabłoński – styl klasyczny, waga musza, 19. miejsce
- Włodzimierz Zawadzki – styl klasyczny, waga piórkowa, 19. miejsce
- Ryszard Wolny – styl klasyczny, waga lekka, 7. miejsce
- Artur Michalkiewicz – styl klasyczny, waga półśrednia, 9. miejsce
- Andrzej Wroński – styl klasyczny, waga półciężka, 13. miejsce
- Marek Sitnik – styl klasyczny, waga ciężka, 17. miejsce
- Mariusz Dąbrowski – styl wolny, waga lekka, 18. miejsce
- Marcin Jurecki – styl wolny, waga półśrednia, 8. miejsce
- Marek Garmulewicz – styl wolny, waga półciężka, 4. miejsce

### Żeglarstwo
- Anna Gałecka – windsurfing Mistral, 11. miejsce
- Monika Bronicka – Europa, 14. miejsce
- Przemysław Miarczyński – windsurfing Mistral, 8. miejsce
- Mateusz Kusznierewicz – Finn, 4. miejsce
- Maciej Grabowski – Laser, 7. miejsce
- Tomasz Stańczyk, Tomasz Jakubiak – 470, 20. miejsce
- Paweł Kacprowski, Paweł Kuźmicki – 49er, 12. miejsce